# Bouteloua
Bouteloua és un gènere de plantes de la subfamília de les cloridòidies, família de les poàcies, ordre Poales, subclasse de les commelínides, classe de les liliòpsides, divisió dels magnoliofitins.

## Taxonomia
- Bouteloua alamosana Vasey
- Bouteloua arenosa Vasey
- Bouteloua aristidoides (Humb., Bonpl. i Kunth) Griseb.
- Bouteloua curtipendula (Michx.) Torr.
- Bouteloua eludens Griffiths
- Bouteloua hirsuta Lag.
- Bouteloua humboldtiana Griseb.
- Bouteloua micrantha Scribn. i Merr.
- Bouteloua oligostachya Torr.
- Bouteloua polystachya Torr.
- Bouteloua porphyrantha Griseb.
- Bouteloua pringlei Scribn.
- Bouteloua pumila Buckley
- Bouteloua stolonifera Scribn.
- Bouteloua trifida Thurb.

(vegeu-ne una relació més exhaustiva a Wikispecies)

## Sinònims
(Els gèneres marcats amb un asterisc (*) són sinònims probables)

Actinochloa Roem. & Schult., 
Antichloa Steud., nom. inval., 
Aristidium (Endl.) Lindl., 
Atheropogon Muhl. ex Willd., 
Botelua Lag., orth. var., 
*Buchloe Engelm., 
*Buchlomimus Reeder et al.., 
Bulbilis Raf. ex Kuntze,
Calanthera Hook., nom. inval., 
Casiostega Galeotti, nom. inval., 
*Cathestecum J. Presl, 
*Chondrosum Desv., 
*Cyclostachya Reeder & C. Reeder, 
Erucaria Cerv., 
Eutriana Trin., 
Fourniera Scribn., 
*Griffithsochloa G. J. Pierce, 
Heterosteca Desv., 
Lasiostega Benth., nom. inval., 
Nestlera Steud., nom. inval., 
*Opizia J. Presl, 
*Pentarrhaphis Kunth,
Pleiodon Rchb., 
Polyodon Kunth, 
Polyschistis C. Presl, 
*Pringleochloa Scribn., 
*Soderstromia C. V. Morton, 
Strombodurus Steud., nom. inval., 
Triaena Kunth, 
Triathera Desv., 
Triplathera (Endl.) Lindl.